# Юговска река
Юговска река (в горното течение Манастирска река (Имарет дере)) е река в Южна България – Област Смолян, община Смолян и област Пловдив, община Лъки, десен приток на Чепеларска река. Дължината ѝ е 45 km. Отводнява най-високите централни части на Преспанския дял на Западните Родопи.
Юговска река се образува в центъра на град Лъки, на 41°50′02″ с. ш. 24°49′55″ и. д. / 41.833889° с. ш. 24.831944° и. д. и 656 m н.в. от сливането на реките Джурковска (лява съставяща) и Манастирска (Имарет дере, дясна съставяща). За начало се приема Манастирска река (Имарет дере), която извира от 1840 m н.в., на 200 m северно от връх Курбанери (1864 m) в Преспанския дял на Западните Родопи. След като премине през летовището „Хайдушки поляни" реката се насочва на север и до устието си тече в дълбока и красива долина между Радюва планина на запад и Добростански рид на север. Изключение прави малкото долинно разширение в района на град Лъки. Влива се отдясно в Чепеларска река, на 485 m н.в., при Юговското ханче на шосето Пловдив – Смолян.
Площта на басейна ѝ е 332 km2, което представлява 32,9% от водосборния басейн на Чепеларска река.
Основни притоци: → ляв приток, ← десен приток
- ← Манастирска река
- ← Ломско дере
- ← Крушовска река
- → Джурковска река
- ← Белишка река
- ← Сушица (Мостовска Сушица) – най-голям приток
- → Буков дол

Реката е с дъждовно-снежно подхранване, като максимумът е през май, а минимумът – август. Среден годишен отток при село Югово – 6,27 m3/s.
Единственото селище по течението на реката е град Лъки. Много високо, над десния бряг на реката се намира най-високо разположеното населено място в България – село Манастир.
Водите на реката се използват за електродобив (малка ВЕЦ в устието на Белишка река) и промишлено водоснабдяване в околните рудници.
На протежение от 15,7 km по долината на реката, от Юговското ханче до град Лъки преминава участък от третокласен път № 861 от Държавната пътна мрежа Юговско ханче – Лъки – Рожен.
В края на XX век водите на реката са силно замърсени от оловно-цинковите флотации в Лъки, но с изчерпването на рудниците замърсяването намалява. За това спомага и запечатването и рекултивирането на хвостохранилището в коритото на реката след устието на Белишка река. Битовото замърсяване продължава да е фактор. Водите са чисти, но остатъците от рудата (финия, необичаен за реката пясък) все още могат да бъдат срещнати по поречието на реката.

## Топографска карта
- Лист от карта K-35-74. Мащаб: 1 : 100 000.